# Lettura dei tarocchi
La lettura dei tarocchi è una forma di cartomanzia basata sull'uso di tarocchi.

## Storia
L'origine delle carte da gioco e dei tarocchi è incerta: le carte da gioco arrivarono in Europa nella seconda metà del XIV secolo, probabilmente attraverso i contatti con i Mamelucchi egiziani; i tarocchi comparvero nell'Italia del nord nella prima metà del XV secolo, e i centri più probabili di origine sembrano essere stati Milano, Ferrara e Bologna.
Il più antico riferimento a un mazzo di tarocchi è del 1440 successive citazioni relative all'acquisto di mazzi di tarocchi compaiono nei registri della corte estense di Ferrara nel 1442, 1452, 1454 e 1461.
Un importante riferimento alle carte dei tarocchi compare nel sermone De Ludo, scritto da un frate domenicano, che si scaglia contro i giochi d'azzardo definendoli strumento del diavolo. La motivazione del sermone è di oggetto morale (il tempo perso per i giochi e i soldi spesi nelle scommesse) e non riguarda un uso occulto dei tarocchi. I riferimenti ai tarocchi (e altri giochi di carte) come piaga sociale continuano per tutti i secoli XVI e XVII, ma non vi sono indicazioni che le carte fossero usate per qualcosa di diverso dal gioco, al di fuori di Bologna. Come nota Dummett "...fu solo negli anni 1780, quando la pratica di predire il destino con le normali carte da gioco era già ben consolidata da almeno due decenni, che qualcuno iniziò ad usare il mazzo di tarocchi per la cartomanzia."
La credenza nel significato divinatorio delle carte è strettamente associata alla credenza nelle loro proprietà occulte, comune nel XVIII secolo e propagata da eminenti ecclesiastici protestanti e massoni. Fra loro Court de Gébelin che fu il primo ad attribuire un significato esoterico ai tarocchi, che dal loro umile utilizzo come strumento di profezia in Francia finirono per diventare una cosa pregna di proprietà ermeneutiche, magiche, mistiche, e persino psicologiche.
Come altri metodi di divinazione, la lettura dei tarocchi cerca di attingere all'ipotetica "conoscenza assoluta dell'inconscio", sono uno strumento per l'analisi archetipica, e infine uno strumento di attribuzione incerta, arbitraria e non comprovabile, per facilitare il processo junghiano di individuazione.
A Bologna è stato documentato un primo uso dei tarocchi come strumento per la cartomanzia risalente al XVII secolo. Questa pratica però, pur essendo durata perlomeno fino al XIX secolo, non si diffuse in altre regioni e rimase un passatempo casalingo anziché uno strumento di cartomanti professionisti.

### Court de Gébelin

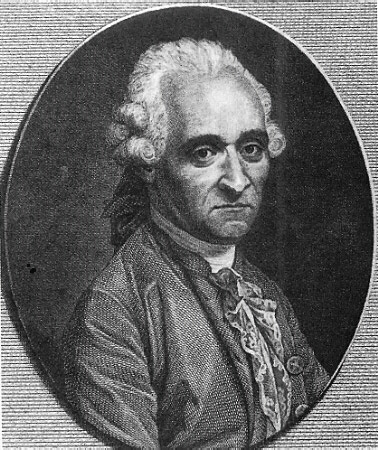
Antoine Court de Gébelin

L'associazione moderna dei tarocchi con la cartomanzia ha origine da Antoine Court de Gébelin, un ecclesiastico francese, che per primo li associò all'antico Egitto. De Gébelin pubblicò le sue teorie sulle origini dei tarocchi in una dissertazione del volume VIII dell'opera Le Monde primitif nel 1781, dove ipotizza che le carte dei tarocchi fossero una rappresentazione simbolica creata dai sacerdoti dell'antico Egitto, che l'avrebbero mimetizzata in un mazzo di carte. Secondo questa teoria, le carte sarebbero state portate nella Roma imperiale e avrebbero seguito secoli dopo i papi ad Avignone, diffondendosi da qui nel resto della Provenza e della Francia.
Il volume contiene incisioni dei 22 trionfi e dei 4 assi dei cosiddetti tarocchi di Marsiglia, in cui gli elementi cristiani tradizionali erano stati eliminati o minimizzati. Per esempio Il Papa divenne l'"Alto Sacerdote", La Papessa l'"Alta Sacerdotessa", Il Carro fu trasformato in "Osiride trionfante", La Stella divenne Sirio (la "Canicola", o Stella del Cane) e la donna sotto di essa Iside. L'Appeso fu capovolto diventando La Prudenza (la quarta virtù cardinale che mancava dal mazzo dei tarocchi).
Nel volume c'era anche un saggio firmato da "M. le C. de M.***", successivamente identificato in Louis-Raphaël-Lucrèce de Fayolle, Conte de Mellet. Anche questo sosteneva la teoria dell'origine egizia dei tarocchi, ma differiva in diversi punti dalla ricostruzione di De Gébelin, per esempio indicando un'introduzione dei tarocchi in Europa molto più tarda e che le uniche carte importanti fossero i trionfi e Il Matto e che le rimanenti (i semi di coppe, denari, spade e bastoni) fossero state aggiunte solo per meglio mimetizzare i trionfi. Il conte de Mellet suggeriva anche l'uso dei tarocchi in cartomanzia come strumento divinatorio, uso che sarà ripreso due anni dopo da Etteilla.
Sebbene l'antica lingua egizia non fosse ancora stata decifrata, de Gébelin affermava che il nome "tarocchi" venisse dalle parole egizie Tar, "sentiero" o "strada", e Ro, Ros o Rog, significante "re" o "reale", e che "tarocchi" letteralmente significasse "strada reale della vita". I successivi (veri) egittologi non trovarono nella lingua dei faraoni alcunché a sostegno delle congetture etimologiche di de Gébelin. Malgrado l'assenza di prove, la credenza che le carte dei tarocchi abbiano un legame con i libri di Thot dell'antico Egitto è viva tuttora.

### Etteilla

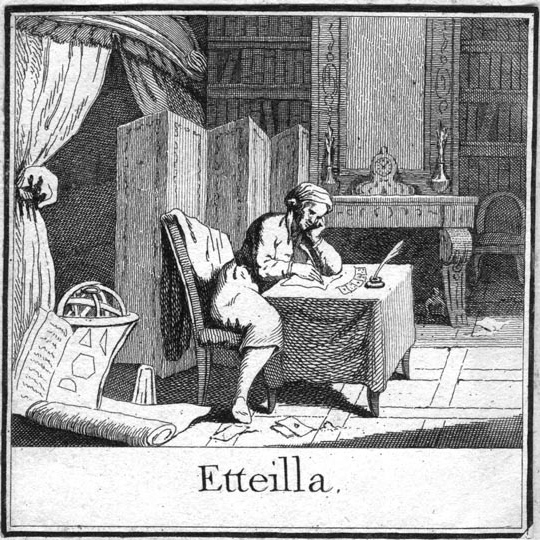
Etteilla alla scrivania, dal frontespizio del Cours théorique et pratique du livre de Thot (1790)

Jean-Baptiste Alliette, meglio noto come Etteilla (1738-1791), pubblicò tra 1783 e il 1785 la Manière de se récréer avec le jeu de cartes nommées tarots, un'opera in più volumi nella quale espone un metodo di divinazione coi tarocchi. Etteilla, senza comunque fornire alcuna prova, aggiunse ulteriori dettagli alla "storia egiziana" dei tarocchi, tra cui il fatto che fossero stati composti da un comitato di diciassette magi diretti da Ermete Trismegisto nel 171º anno dopo il diluvio, e che originariamente venissero incisi su foglie d'oro. Anche Etteilla sostenne che con il passare del tempo i fabbricanti avevano alterato alcune carte, anche se diversamente da quanto descritto da Gébelin, in alcuni casi modificando dettagli minori (ad esempio la corona floreale che compare sul Mondo avrebbe dovuto essere un serpente che si morde la coda), in altri casi cambiando l'intera illustrazione (la carta del Papa avrebbe originariamente mostrato "la luce che disperde il caos", La Papessa un "superbo giardino con un uomo nudo circondato da sette cerchi d'aria", e L'Appeso avrebbe dovuto essere una rappresentazione della virtù della Prudenza).
In uno dei fascicoli Etteila fornì istruzioni dettagliate per creare il mazzo dei tarocchi "corretto" modifica un mazzo di tarocchi di Marsiglia, cambiandone i numeri (vedi la tabella di confronto) e scrivendo i significati della carta dritta e rovesciata. Secondo l'ordine di Etteilla i primi sette trionfi rappresentano la creazione del mondo, l'ottavo il risultato della creazione e i quattro successivi sono le quattro virtù cardinali, inoltre i primi dodici trionfi sono anche messi in relazione ai segni zodiacali.
Etteilla sostenne di essere stato a conoscenza del significato dei tarocchi prima di De Gèbelin, ma che la pubblicazione di un libro sull'argomento gli fosse stata impedita da un censore reale (fatto però di cui non si trova riscontro nei registri reali).
Nel 1788 formò la Societé des interprètes du Livre de Thot, un gruppo di corrispondenti di lingua francese tra cui continuò a disseminare il proprio insegnamento.

### Eliphas Lévi
Il concetto delle carte come chiave mistica fu esteso da Eliphas Lévi (1810-1875). Lévi (il cui vero nome era Alphonse-Louise Constant) frequentò il seminario di Saint-Sulpice, fu ordinato diacono, ma non divenne sacerdote. Dummett nota che "l'intero movimento occultista moderno sorge" dal libro di Lévi Dogme et rituel. Lévi affermava di essere il primo ad «..aver scoperto intatta e ancora sconosciuta questa chiave di tutte le dottrine e tutte le filosofie del vecchio mondo… senza i tarocchi», e aggiunge «... la Magia degli antichi è un libro chiuso...».
Lévi respingeva le ipotesi di Court de Gébelin a proposito dell'origine egizia dei simboli del mazzo, riportandoli piuttosto ai tarocchi di Marsiglia, che chiamava il libro di Hermes, asserendo che fossero antichi, che fossero esistiti prima di Mosè, e che in realtà fossero una chiave universale per erudizione, filosofia, e magia che poteva rendere accessibili i concetti ermetici e cabalistici. Secondo Lévi, "una persona incarcerata che non abbia libri eccetto i tarocchi, se sa usarli, potrebbe raggiungere in pochi anni la conoscenza universale, e sarebbe in grado di parlare su ogni argomento con ineguagliata sapienza e inesauribile eloquenza".
Ispirato da Gébelin, Lévi associava l'alfabeto ebraico agli arcani maggiori e attribuiva un sistema di "astrologia onomantica" agli "antichi cabalisti ebrei".
Occultisti, maghi e ciarlatani fino a tutto il XXI secolo hanno riconosciuto a Lévi un'influenza determinante. La tendenza iniziò immediatamente quando Jean-Baptiste Pitois (1811), sotto lo pseudonimo Paul Christian, scrisse L'Homme rouge (1863) e in seguito Histoire de la magie, du monde surnaturel et de la fatalité à travers les temps et les peuples (1870). Christian ripete, ampliandola, la mitologia dei tarocchi, e cambia i nomi di arcani e semi. I bastoni (bacchette magiche) diventano scettri, le spade diventano lame, e i denari diventano shekel. Nel 1888 Ély Star pubblicò Mystères de l'horoscope che in massima parte adotta le modifiche di Christian.
Nel 1887 il marchese Stanislas de Guaita incontrò l'artista dilettante Oswald Wirth (1860–1943) e in seguito sponsorizzò la produzione di un mazzo secondo le intenzioni di Lévi. Interamente guidato da de Guaita, Wirth disegnò il primo mazzo da cartomanzia neo-occultistico (e il primo mazzo da cartomanzia non derivato dal mazzo "egizio" di Etteilla). Noto come Arcanes du Tarot kabbalistique consisteva di solo ventidue arcani maggiori.

## Uso
I tarocchi sono spesso usati parallelamente allo studio della cabala ermetica. In questi mazzi tutte le carte sono illustrate secondo i princìpi cabalistici, e sono per lo più influenzati dal mazzo Rider-Waite, le cui immagini furono disegnate dall'artista Pamela Colman Smith, su istruzioni dei mistico cristiano e occultista Arthur Edward Waite, e pubblicate nel 1911. Una differenza rispetto ai mazzi in stile Marsiglia sta nel fatto che il mazzo Waite-Smith usa sulle carte dei semi scene con significati esoterici o divinatori, derivanti in gran parte dagli scritti dell'Ordine Ermetico dell'Alba Dorata, cui Waite era appartenuto. I significati e molte delle illustrazioni mostrano l'influenza di astrologia e princìpi cabalistici.

### Arcani
Di seguito una tabella comparativa dell'ordine degli arcani maggiori fino al mazzo A. E. Waite compreso. La tabella si basa su Dummett (1980) e un effettivo esame dei mazzi rilevanti.
| Tarocchi di Marsiglia           | Court de Gébelin       | Tarocchi egiziani di Etteilla | Tarocchi egiziani di Paul Christian (significato divinatorio in grassetto) | Oswald Wirth | Golden Dawn                 | A. E. Waite             | Libro di Thot (Crowley) |
| ------------------------------- | ---------------------- | ----------------------------- | -------------------------------------------------------------------------- | ------------ | --------------------------- | ----------------------- | ----------------------- |
| 1 – il Giocoliere (Saltimbanco) | Giocoliere             | Ideale/Saggezza               | il Mago / Volontà                                                          | Mago         | 1 – il Mago                 | I – Il Mago             | I – Il Magio            |
| 2 – la Papessa                  | Sacerdotessa           | Illuminazione/Passione        | Porta del Santuario (occulto) / Sapienza                                   | Sacerdotessa | 2 – La Sacerdotessa         | II – La Sacerdotessa    | II – La Sacerdotessa    |
| 3 – l'Imperatrice               | Imperatrice            | Discussione/Instabilità       | Iside – Urania / Azione                                                    | Imperatrice  | 3 – L'Imperatrice           | III – L'Imperatrice     | III – L'Imperatrice     |
| 4 – l'Imperatore                | Imperatore             | Rivelazione/Comportamento     | Pietra Cubica / Realizzazione                                              | Imperatore   | 4 – L'Imperatore            | IV – L'Imperatore       | IV – L'Imperatore       |
| 5 – il Papa                     | Ierofante Capo         | Viaggio/Proprietà Fondiaria   | Maestro dei Misteri/Arcani / Ispirazione Occulta                           | Ierofante    | 5 – Lo Ierofante            | V – Lo Ierofante        | V – Lo Ierofante        |
| 6 – Amore o gli Amanti          | Matrimonio             | Segreti/Verità                | Due Strade / Ordalia                                                       | Amanti       | 6 – Gli Amanti              | VI – Gli Amanti         | VI – Gli Amanti         |
| 7 – il Carro                    | Osiride Trionfante     | Supporto/Protezione           | Carro di Osiride / Vittoria                                                | Carro        | 7 – Il Carro                | VII – Il Carro          | VII – Il Carro          |
| 8 – Giustizia                   | Giustizia              | Tenacità/Progresso            | Temi (Bilance e Lame) / Equilibrio                                         | Giustizia    | 11 – Giustizia              | XI – Giustizia          | VIII – Correzione       |
| 9 – l'Eremita                   | Uomo Saggio            | Giustizia/Legislatore         | la Lampada Velata / Saggezza                                               | Eremita      | 9 – L'Eremita               | IX – L'Eremita          | IX – L'Eremita          |
| 10 – Ruota della Fortuna        | Ruota della Fortuna    | Temperanza/Convinzioni        | la Sfinge / Fortuna                                                        | Fortuna      | 10 – La Ruota della Fortuna | X – Ruota della Fortuna | X – Fortuna             |
| 11 – Fortezza                   | Fortezza               | Forza/Potere                  | il Leone Imbavagliato(domato) / Forza                                      | Forza        | 8 – Forza                   | VIII – Forza            | XI – Lussuria           |
| 12 – l'Appeso                   | Prudenza               | Prudenza/Popolarità           | Il Sacrificio / Sacrificio                                                 | Appeso       | 12 – L'Appeso               | XII – L'Appeso          | XII – L'Appeso          |
| 13 – Morte                      | Morte                  | Matrimonio/Relazione Amorosa  | Lo Scheletro Mietitore / Trasformazione                                    | Morte        | 13 – Morte                  | XIII – Morte            | XIII – Morte            |
| 14 – Temperanza                 | Temperanza             | Violenza/Debolezza            | le Due Urne (il genio del sole) / Iniziativa                               | Temperanza   | 14 – Temperanza             | XIV – Temperanza        | XIV – Arte              |
| 15 – il Diavolo                 | Tifone                 | Mortificazione/Malattia       | Tifone / Fato                                                              | Diavolo      | 15 – Il Diavolo             | XV – Il Diavolo         | XV – Il Diavolo         |
| 16 – la Torre                   | il Castello o Pluto    | Opinione/Arbitrato            | La Torre Mozza (Fulminata) / Rovina                                        | Torre        | 16 – La Torre               | XVI – La Torre          | XVI – La Torre          |
| 17 – la Stella                  | Sirio o la Stella Cane | Morte/Incapacità              | Stella dei Magi / Speranza                                                 | Stella       | 17 – La Stella              | XVII – La Stella        | XVII – La Stella        |
| 18 – la Luna                    | Luna                   | Tradimento/Falsità            | il Crepuscolo / Inganno                                                    | Luna         | 18 – La Luna                | XVIII –La Luna          | XVIII – La Luna         |
| 19 – il Sole                    | Sole                   | Povertà/Prigione              | la Luce Ardente / Felicità (terrena)                                       | Sole         | 19 – Il Sole                | XIX – Il Sole           | XIX – Il Sole           |
| 20 – Giudizio                   | la Creazione           | Fortuna/Accrescimento         | il Risveglio del Morto / Rinnovamento                                      | Giudizio     | 20 – Giudizio               | XX – Giudizio           | XX – L'Eone             |
| 21 – il Mondo                   | Tempo                  | Causa Legale/Disputa Legale   | la Corona dei Magi / Premio                                                | Mondo        | 21 – L'Universo             | XXI – Il Mondo          | XXI – L'Universo        |
| Le Mat (Matto)                  | Matto                  | Pazzia/Disorientamento        | 0 il Coccodrillo (tra 20 e 21) / Espiazione                                | Matto        | 0 – Il Matto                | 0 – Il Matto            | 0 – Il Matto            |

### Uso personale
Accanto all'uso dei tarocchi per divinare "conto terzi", di solito a pagamento, i tarocchi sono ampiamente usati come mezzo per cercare consigli personali e crescita spirituale. I praticanti credono che le facili raffigurazioni dei tarocchi possano aiutare gli individui ad esplorare le profondità e i nodi del percorso individuale di ciascuno e a scoprire un nuovo regno di possibilità di arricchimento in relazione al proprio sé interiore; al contrario, l'impiego professionale dei tarocchi è spesso visto come ciarlataneria.
Chi usa i tarocchi per divinazione personale cerca la comprensione di argomenti che spaziano da salute o problemi economici a ciò che crede meglio per la propria spiritualità. Il modo in cui i praticanti usano le carte per queste ricerche è pertanto soggetto a credenze personali; per esempio, alcuni utilizzatori di tarocchi possono credere che le carte stesse stiano fornendo risposte magicamente, mentre altri possono credere che una forza naturale o un'energia mistica stia guidando le carte a disporsi in un certo modo.
In alternativa, alcuni praticanti credono che i tarocchi possano essere impiegati come strumento psicologico basato sulla loro iconografia archetipica, idea spesso attribuita a Carl Jung, che scrisse: "sembra anche che l'insieme di figure dei tarocchi fosse lontanamente discendente dall'archetipo di trasformazione, concezione che per me è stata confermata da una prolusione assai illuminante del professor Bernoulli". Durante un seminario del 1933 sull'immaginazione attiva, Jung descrisse il simbolismo che ravvisava nelle figure:
(Visions: Notes on the Seminar Given in 1930-1934)
.

## Aspetti critici
Citando lo scettico James Randi, "Per l'uso come strumento divinatorio, il mazzo di tarocchi è distribuito in vari schemi e interpretato da un 'lettore' dotato. Il fatto che il mazzo non si distribuisca allo stesso modo quindici minuti più tardi è razionalizzato dagli occultisti con l'asserzione che in quel breve lasso di tempo, la fortuna di una persona può pure cambiare. Nonostante l'uso a livello mondiale, è risaputo che il gioco abbia scopi truffaldini.".

## Cultura di massa
- Nella serie manga e anime JoJo's Bizarre Adventures Stardust Crusaders di Hirohiko Araki, la maggior parte degli Stand — spiriti combattenti personificati — che appaiono hanno nomi ispirati ai 22 arcani maggiori. La divinazione esoterica con i tarocchi svolge anche un ruolo nella denominazione di uno Stand nella parte, e molti tratti di personalità che definiscono i personaggi sono connessi ai significati della loro carta retta e rovesciata.
- I tarocchi esoterici compaiono tematicamente nella serie di videogiochi Persona, in cui vari personaggi rappresentano i 22 arcani maggiori. I giochi attingono vagamente all'interpretazione jungiana dei tarocchi, poiché trattano diffusamente delle "ombre", e dell'inconscio collettivo.
- L'artista franco-americana Niki de Saint Phalle trascorse più di vent'anni costruendo il suo Giardino dei Tarocchi in Italia. Le 22 sculture principali del giardino erano basate sugli arcani maggiori dei tarocchi, dai quali hanno anche preso i nomi.[47]
- The Fool's Errand, videogioco per computer del 1987 di Cliff Johnson, contiene diversi rompicapo a tema tarocchi.[48]
- Nel videogioco The Binding of Isaac sono presenti le varie carte dei tarocchi come oggetto monouso, ognuna con abilità differenti che aiuteranno il giocatore nel gameplay.

### Approfondimento
1. ↑  La prima citazione delle carte da gioco è nel Diccionari de rims ("Vocabolario di rime") del poeta catalano Jaume March, vedi Dummett 1993, p. 23
2. ↑  Un foglio manoscritto che riporta i significati per parte delle carte del tarocchino bolognese è stato ritrovato nella libraria dell'Università di Bologna, (EN) Franco Pratesi, Italian Cards: New Discoveries, in The Playing Card, XVII, 1989,  p. 16. citato in Decker, Depaulis e Dummett 1996, p. 48
3. ↑  De Gébelin scrisse che, dopo aver visto un gruppo di donne che giocavano a carte, riconobbe nei disegni dei trionfi i simboli dell'antica religione egizia, vedi Dummett 1993, p. 456.

### Bibliografiche
1. ↑  Dummett 1993, pp. 27-28.
2. ↑  Dummett 1993, p. 97.
3. ↑  In una lettera del notaio Giusto Giusti di Anghiari questi cita il dono di un paio di «naibi a trionfi» a Gismondo. "Naibi" è un termine usato anticamente per riferirsi ai mazzi di carte. Vedi Newbigin 2002, p. 66.
4. ↑  Farley 2009, pp. 33-34.
5. ↑  (EN) A notice of the Ludus Triumphorum and Some Early Italian Card Games: With Some Remarks on the Origin of the Game of Cards, in Archaeologia, LVII, 1900,  pp. 185-200, DOI:10.1017/S0261340900027636.
6. 1 2  Dummett 1993, pp. 138-142.
7. ↑  Dummett 1980, p. 96.
8. ↑   P.D. Ouspensky, The Symbolism of the Tarot: philosophy of occultism in pictures and numbers, Dover Publications, 1976.
9. ↑  (EN) John Beeb, A Tarot Reading on the Possibility of Nuclear War, in . Psychological Perspectives. A Quarterly Journal of Jungian Thought, vol. 16, n. 1,  p. 97, DOI:10.1080/00322928508407948.
10. ↑  (EN) Sallie Nichols, The Wisdom of the Fool, in Psychological Perspective: A Quarterly Journal of Jungian Thought, vol. 5, n. 2, 1974,  pp. 97-116, DOI:10.1080/00332927408409418.
11. ↑   Salie Nichols, Jung and Tarot: An Archetypal Journey, San Francisco, Weiser Books.
12. ↑  (EN) Inna Semetsky, When Cathy was a Little Girl: The Healing Praxis of Tarot Images, in International Journal of Children's Spirituality, vol. 15, n. 1,  p. 59, DOI:10.1080/13644360903565623.
13. ↑  Decker, Depaulis e Dummett 1996, p. 48.
14. 1 2  Dummett 1993, p. 456.
15. ↑  Dummett 1993, p. 457.
16. ↑  Farley 2009, p. 103.
17. ↑  Farley 2009, p. 104.
18. 1 2  Farley 2009, p. 106.
19. ↑  Solo nel 1822 Champollion presentò all'Académie des inscriptions et belles-lettres di Parigi la tavola di corrispondenza tra i segni delle scritture in geroglifico, demotico e greco dimostrando di saper tradurre i nomi di Ramses e Thutmose.
20. ↑   Fernanda Nosenzo Spagnolo, I tarocchi. Come scoprire i segreti della vita e del futuro attraverso le carte 2ª edizione, p. 11, Gremese Editore, 2004, ISBN 978-88-7944-701-0.
21. ↑  La questione, d'altro canto, sembra destinata a non avere soluzione, posto che i "libri di Thot", se non del tutto immaginari, sono quantomeno irreperibili ad oggi (V. Jambilico De Myster VIII, e le revue francaise del 1º dicembre 1838).
22. ↑  Decker, Depaulis e Dummett 1996, p. 84.
23. 1 2  Decker, Deapulis e Dummett 1996, p. 85.
24. 1 2  Decker, Depaulis e Dummett 1996, pp. 85-86.
25. ↑  Decker, Depaulis e Dummett 1996, p. 87.
26. ↑  Decker, Depaulis e Dummett 1996, p. 846.
27. ↑  Dummett 1980, p. 114.
28. ↑  Dummett 1980, p. 118.
29. ↑  Eliphas Lévi. Transcendental Magic. p. 103
30. ↑  Eliphas Lévi, The Mysteries of Magic, 1886, p. 240
31. ↑  A.E. Waite, The Pictorial Key to the Tarot, 1911. Waite fece 34 riferimenti a Lévi, tutti radicati nei cinque libri di Lévi, nella bibliografia.
32. ↑  Dummett (1980) individua lo scritto di Christian come uno dei peggiori esempi di ciò che chiama falsa attribuzione nella letteratura occultistica.
33. ↑  (EN) Mary K. Greer, Arcana in the Adytum, su Mary K. Greer's Tarot Blog. URL consultato il 22 agosto 2019.
34. ↑   Israel Regardie, The Tree of Life, London, Rider, 1932.
35. ↑   Arthur Edward Waite, The Pictorial Key to the Tarot, London, W. Rider, 1911. URL consultato il 4 settembre 2018.
36. ↑  (EN) Mary K. Greer, Golden Dawn Correspondences for Astrology and Tarot, su marykgreer.com, 1º febbraio 2008.
37. ↑  (EN) Bill Heidrick, Tarot Correspondence Tables, su billheidrick.com, 1976.
38. ↑   Queen of Tarot, su queenoftarot.com.
39. ↑   Queen of Tarot, su queenoftarot.com.
40. ↑  Court de Gébelin è il primo che tenta di attribuire origine e nomenclatura ai trionfi dei tarocchi. Vedi Dummett 1980.
41. ↑  I tarocchi di Etteilla sono i primi tarocchi da cartomante, da cui l'incompleta nomenclatura che scarsamente assomiglia alla preesistente. L'iconografia dei tarocchi egiziani di Ettiella è simile a quella dei tarocchi di Marsiglia, ma egli rompe il significato ordinativo ponendo, ad esempio, la rappresentazione del Sole (tradizionalmente arcano 19) come arcano 1. Per approfondire, le immagini sono consultabili a questo link.
42. ↑  Si è scelto di non tradurre letteralmente High Priestess come "Somma sacerdotessa" (?), in omaggio ad una rilevata tradizione lessicale italiana nel senso palesato dal testo principale.
43. ↑   Bastiaan Benjamin van Rijn, The Mind Behind the Cards, su openaccess.leidenuniv.nl, settembre 2017. URL consultato il 31 luglio 2017.
44. ↑  (CW, 9.1, p.38)
45. ↑  Visions: Notes of the Seminar given in 1930–1934 by C. G. Jung, edited by Claire Douglas. Vol. 2. (Princeton NJ, Princeton University Press, Bollingen Series XCIX, 1997), p. 923
46. ↑   James Randi, Tarot cards, su James Randi Educational Foundation. URL consultato il 3 luglio 2019 (archiviato dall'url originale il 14 maggio 2013).
47. ↑   Ariel Levy, Beautiful Monsters, in The New Yorker, 18 aprile 2016. URL consultato il 28 marzo 2017.
48. ↑   Fool's Gold: Cliff Johnson Puts His Money Where His Mouth Is, in Wired, 29 ottobre 2012. URL consultato il 24 gennaio 2018.